# Olovo-kristal baterija
Olovo-kristal baterija, vrsta olovne baterije.

## Opis
Elektrolit ove baterije neškodljiv je za okoliš, nije otrovan, nema mirisa, ne nagriza i nije korozivan. Kod ove vrste elektrolit je kompozitni na osnovi silicijevog dioksida, za razliku od ostalih olovnih baterija kojima je elektrolit otopina sumporne kiseline, čak i od AGM i GEL VRLA baterija. Pored izostanka štetna ekološkog utjecaja, nemaju nikakva štetna učinka na električne uređaje ili instalacije s kojima se zajedno montiraju. Tehnologija olovo-kristala od otkrića do završnog atestiranog proizvoda trajala je više od desetljeća. Jednostavni su supstitut AGM i GEL baterijama jer su naponi punjenja i održavanja jednaki, što otklanja potrebu zamjene opreme priključene na baterije ili punjače. Također su dimenzije i težina približno isti.

### Otpornost na krajnje pražnjenje i posljedice
Dosta su otpornije od ostalih olovnih baterija. Mogu podnijeti krajnje pražnjenje, ne oštećuje se čak ni kad se u potpunosti isprazni, do 0 volta. Osim toga ne gubi ni na kapacitetu nakon toga pa nakon punjenja poslije krajnjeg pražnjenja opet će imati nazivni kapacitet. Ne podliježe oštećenjima zbog sulfatizacije, čak i ako se baterija ne napuni odmah nakon kranjeg pražnjenja, za razliku od ostalih olovnih baterija koje ostaju trajno oštećene nakon toga.

### Otpornost na temperaturne krajnje vrijednosti
Vrlo dobro podnose temperaturne ekstreme i ne ometaju ih nikoji radni ni klimatski uvjeti. Stabilne su i do +65°C. Ako se prazne na -40°C još uvijek funkcioniraju i iskoristivo im je 40% nazivnog kapaciteta.

### Otpornost na dugotrajno skladištenje
Tek mali dio kapaciteta gubi ako se dugotrajno skladišti bez nadopunjavanja. Dopušta se skladištiti bez nadopunjavanja do 3 godine, neusporedivo više od inih vrsta olovnih baterija koje u takvim uvjetima propadaju.

### Vijek
Prosječno imaju dvaput do triput veći broj ciklusa pražnjenja-punjenja u usporedbi s GEL i ostalim olovnim baterijam. Životni vijek je zbog toga dulji i u praksi traju peterostruko više. Razlog je osjetljivost GEL i AGM baterija na sulfatizaciju i povišenu temperaturu.

## Primjena
Sustavi na pogon vjetrom i sunčevom energijom, telekomunikacijama, UPS-ovima, rasvjetnim sustavima, plovilima, vozilima, industriji, rudarstvu i dr.